# 打铁关
打铁关，位于中国浙江省杭州市下城区建国路北段，明代官家在打铁桥堍设关收税，遂以桥名关为打铁关，现在为片区地名。打铁关地处水路要冲，为明清杭州城东的重要关口，旧时文人践行一般到艮山门为止，若是亲友相重则一直践行到打铁关。明宣德年间曾在此建“打铁关”牌坊，后在战乱中被毁，2005年3月14日又重建了牌坊。

## 名称
民间流传南宋时期岳飞的部队曾经在打铁关一带练兵、铸造兵器，因此这一带才叫做打铁关。但是根据历史资料，打铁关直到明代北新关建立以后才存在，为北新关下辖的小关。打铁关的传说和岳帅桥地名有关，岳帅桥原名鸭舍桥，南宋《咸淳临安志》记载原来在专供皇家菜菇的南宋官园中。翟灏在《艮山杂志》中提到当地人将鸭舍桥改名岳帅桥。由于鸭舍在杭州话中音同“压杀”，因此人们将其雅化为谐音的“岳帅”，打铁关才因此和岳飞产生联系。

## 交通
地铁打铁关站即在此处片区。